# Loi du 26 novembre 2003 relative à la maîtrise de l'immigration, au séjour des étrangers en France et à la nationalité
Loi du 11 mai 1998 relative à l'entrée et au séjour des étrangers en France et au droit d'asile Loi du 10 décembre 2003 modifiant la loi du 25 juillet 1952 relative au droit d'asile
La loi n°2003-1119 du 26 novembre 2003 « relative à la maîtrise de l'immigration, au séjour des étrangers en France et à la nationalité », dite loi Sarkozy, a réformé l'ordonnance de 1945 relative aux conditions d'entrée et de séjour des étrangers en France en durcissant celles-ci. Elle a été promulguée par le gouvernement Raffarin (UMP).

## Principales mesures
- allongement des délais de rétention [1].
- création d'un fichier d'empreintes digitales et de photos établi à partir des demandes de visas, et permettant l'identification des étrangers qui, entrés légalement sur le territoire français, s'y seraient maintenus de façon irrégulière[1] (voir aussi Eurodac).
- renforcement des peines en cas d'aide à l'entrée et au séjour irréguliers[1].
- alourdissement des sanctions en cas d'emploi d'un étranger démuni de permis de travail[1]. Cette disposition, prévue dans le projet de loi et adoptée par l'Assemblée Nationale, ne fut finalement pas conservée. L'article 14 bis du projet de loi permettait en effet de poursuivre pénalement les salariés employés sans autorisation de travail. L'abandon de cette disposition va de pair avec la consécration de droits pour le salarié illégalement employé, énoncés aux art. L 8252-1 à L 8252-4 du Code du travail.

Elle a fait l'objet d'une saisine du Conseil constitutionnel par l'opposition. Celui-ci a notamment annulé une disposition visant à légaliser les statistiques ethniques. Le Conseil a aussi censuré une partie de l’article 76 de la loi, sur le contrôle de la réalité du consentement des futurs époux. Il a estimé que le texte n'est « pas contraire à la liberté du mariage, composante de la liberté personnelle protégée par les articles 2 et 4 de la Déclaration de 1789 », mais qu’il n'en allait « de même ni de l'assimilation de l'irrégularité du séjour à un indice sérieux de non consentement, ni de l'obligation faite à l'officier d'état civil d'informer immédiatement le préfet de l'irrégularité du séjour. ».

## Actes d'état civil faits à l'étranger
La loi a modifié l'article 47 du Code civil concernant les actes d'état civil effectués à l'étranger, en limitant fortement la présomption de bonne foi qui leur étaient attachés depuis la loi de 1803.

## Création du délit de mariage de complaisance
La loi créé un délit de « mariage de complaisance », puni de 5 ans de prison et de 15 000 € d'amende (10 ans et 750 000 € si l'infraction est commise en bande organisée). Selon la juriste Danièle Lochak, « l'utilité pratique de cette nouvelle incrimination est douteuse, puisqu'un mariage de complaisance encourt l'annulation et que l'administration peut, dans ce cas, refuser un titre de séjour : elle a surtout une fonction d'intimidation ». De plus, ce nouveau délit est sélectif puisqu'il ne vise pas ceux qui détournent l'institution du mariage dans un autre but que celui de l'obtention d'un titre de séjour, par exemple, dans le but pour un fonctionnaire, d'obtenir sa mutation.